# Psittacanthus piurensis
Psittacanthus piurensis är en tvåhjärtbladig växtart som beskrevs av Kuijt. Psittacanthus piurensis ingår i släktet Psittacanthus och familjen Loranthaceae. Inga underarter finns listade i Catalogue of Life.